# Lisa Sommerfeldt
Lisa Sommerfeldt (* 24. August 1976 in München) ist eine deutsche Schauspielerin, Dramatikerin und Hörspielautorin.

## Leben und Wirken
Lisa Sommerfeldt wuchs gemeinsam mit ihrer Zwillingsschwester Sara Sommerfeldt in München auf. Theodor Fontanes Schwester Jenny, die den Apotheker Hermann Sommerfeldt heiratete und Vorbild für die Titelfigur seines Romans Frau Jenny Treibel war, ist ihre Urururgroßmutter.
Nach dem Abitur studierte Sommerfeldt neuere deutsche Literatur, Geschichte und Philosophie in Berlin und München. Anschließend absolvierte sie von 1998 bis 2002 ihre Schauspielausbildung an der Folkwang Hochschule in Essen mit Diplom-Abschluss. Während ihres Studiums stand sie für verschiedene Rollen vor der Kamera und spielte an verschiedenen Theatern. In dieser Zeit gewann sie einige Preise für ihre Schauspielleistung, unter anderem einen Ensemblepreis des Schauspielschultreffens in Potsdam. Nach dem Studium konzentrierte sie sich unter anderem auf Sprechertätigkeiten, zum Beispiel für die WDR-Hörfunksender, die Deutsche Welle und den Bayerischen Rundfunk. Ab 2004 wurde sie einem breiteren Fernsehpublikum als Esther aus der Comedy-Serie Pastewka bekannt.
Sommerfeldt wirkt zudem als freie Autorin; sie schreibt Theaterstücke und Hörspiele und erhielt als Autorin verschiedene Stipendien. Sie schrieb Auftragsarbeiten, u. a. Dorfdisco für die Kulturstiftung von Landestheater Eisenach und Staatstheater Meiningen. Dieses Stück wurde auch ins Russische übersetzt («Деревенская дискотека», deutsch-russisches Theaterlabor am Jungen Akademischen Theater, Rostow am Don). Ihre Stücke erhielten Preise, wurden für Förderpreise nominiert und in diesem Rahmen aufgeführt. Einige ihrer Theaterstücke wurden auch als Hörspiele adaptiert und vom Rundfunk gesendet. Im Jahre 2018 wurden ihre beiden Kurzgeschichten Der Augenblick und Cinderella Paraphrase vom Radiosender WDR/1 live gesendet.

## Werke (Auswahl)
Theaterstücke
- Dragonheartkill. Kindertheater

- Gleiswechsel (Theaterstück für Jugendliche, Hörspielfassung von 2006; Uraufführung 2010 am Theater Hof)
- Flaschengeld (Theaterstück ab 10 Jahren), Uraufführung 2015, Badische Landesbühne[4]
- Koma (Theaterstück ab 14 Jahren, Auftragsarbeit für das Theater Ansbach; Uraufführung 2009)
- Schulfreunde (Theaterstück für zwei Schauspieler mit Szenen fürs Forumtheater, Auftragsarbeit für das Theater Ansbach; Werkstattinszenierung am Theater Kopfüber/Theater Ansbach 2010)
- Afrika (Theaterstück ab 4 Jahren, Auftragsarbeit für das Theater Ansbach/Theater Kopfüber; Uraufführung 2011)
- schlamm.trilogie: schlammlandschaften, Schauspiel (UA der Urfassung 2010, Landestheater Schwaben)
- Prinz Sternschnuppe, Theaterstück ab 6 Jahren, UA 2015 am lutzhagen im Theater Hagen[5]
- Dorfdisco, Auftragswerk für die Kulturstiftung von Landestheater Eisenach und Staatstheater Meiningen. UA 2016,[6] (russische Übersetzung: Деревенская дискотека)
- der dunkle Vogel, Auftragswerk für das Theater Ulm. UA 2018[7] (französische Übersetzung: Oiseau d'oubli[8])
- Überleben.Monolog, Auftragsarbeit für die Oper Bonn. UA 2019.[9]
- wing.suit, Auftragsarbeit für das Theater der Stadt Aalen. UA 2019.[10]
- stadt.land.fluss oder die konstruktion der liebe, Schauspiel[11]
- Mädchen mit Hutschachtel, Auftragswerk für die Badische Landesbühne. UA 2022.[12]
- Das perfekteste Tier des Universums, Auftragswerk für das Theater Altenburg Gera. UA 2022.[13]

Hörspiele
- Dorfdisco, Regie: Susanne Krings, Hörspiel WDR 2018[14]
- wing.suit, Regie: Matthias Kapohl, Hörspiel WDR 2020[3]
- Koma, Regie: Susanne Krings, 1live shortstory WDR 2021[15]
- stadt.land.fluss oder die konstruktion der liebe, Regie: Susanne Krings, Hörspiel WDR 2021[16]
- Überleben – die Kinderoper "Brundibár" in Theresienstadt, Regie: Felicitas Ott, Hörspiel SWR 2023[17]

Bilderbuch
- Die doppelt gekrönte Prinzessin, Bilderbuch. Illustrationen von Krista Burger. Kid Verlag, Bonn 2021, ISBN 978-3-947759-51-4.

## Filmografie
- 1997: Die Einsamkeit des Mörders
- 1998: Faux Pas Faux
- 2001: Annies Welt
- 2002: Im Kreise der Familie
- 2002: Warten auf Godot
- 2002: Die Wache (Fernsehserie)
- 2003: Die Fabrik (Kurzfilm)
- 2004: Ohne Worte (Fernsehserie)
- 2005: Carwash
- 2005: Zwei gegen Zwei (Fernsehfilm)
- 2005–2020: Pastewka (Fernsehserie, 21 Folgen)
- 2006: 7 ½ Frauen (Kurzfilm)
- 2006: Die Korrekturleserin (Kurzfilm)
- 2007: Der Spiegel (Kurzfilm)
- 2008: Autsch (Kurzfilm)

## Bühnenrollen (Auswahl)
- 2000: Anne Page in: Die lustigen Weiber von Windsor (Regie: Brian Michaels), Ruhrfestspiele Recklinghausen
- 2002: Petticoat und Minirock (Regie: Klaus-Peter Nigey), Stadttheater Koblenz
- 2003: Chrysothemis in: Elektra (Regie: Rainer Stephan), Festival der Regionen Theater Linz
- 2003: Emilia in: Emilia Galotti (Regie: Achim Köweker), Theater Lüneburg
- 2005: Luise in: Das doppelte Lottchen (Regie: Henning Bock), Staatstheater Stuttgart
- 2006: Kaufen! (Regie: Tanja Richter); Staatstheater Stuttgart
- 2005: Schneckenporträt (UA, Regie: Nina Gühlstorff), Theater Osnabrück
- 2005: Schwester Temple in: Orpheus steigt herab (Regie: Cornelia Crombholz); Theater Osnabrück
- 2008: Lulu in: Lulu (Regie: Tanja Richter), Altes Schauspielhaus Stuttgart
- 2008: Mehr ich! (Regie: Miriam Michel), Goltz + Silber Theaterprojekt in Koproduktion mit dem Theater Hagen

## Auszeichnungen (Auswahl)
Als Schauspielerin
- 2003: 1. Preis Theaterpreis der Stuttgarter Zeitung für The killer in me is the killer in you my love
- 2007: Preis für die beste darstellerische Leistung und Publikumspreis des Stuttgarter Theaterpreises für Wir bleiben in der Nähe

Als Autorin
- 2009: 2. Platz des Berliner Kindertheaterpreises 2009 für ihr Theaterstück Flaschengeld[4]
- 2017: Aufenthaltsstipendium der Stiftung Rheinland-Pfalz für Kultur im Künstlerhaus Edenkoben[18]
- 2017: Bad Godesberger Literaturpreis, 3. Preis & Publikumspreis[19]
- 2016: Stipendiatin der Dramatikerbörse des Theaterfestivals Luaga&Losna 2016 in Österreich mit dem Theaterstück Dragonheartkill
- 2019: Stipendiatin des Niedersächsischen Ministers für Wissenschaft und Kunst, Künstlerhof Schreyahn[20]
- 2020: Arbeitsstipendium des Landes NRW[18]
- 2021: Sonderstipendium INITIAL, Akademie der Künste Berlin[18]
- 2021: Stipendium für die Villa Decius, Krakau (LCB, Stiftung für deutsch-polnische Zusammenarbeit)[18]
- 2021: Autor:innen-Residenz am Eppinger Figurentheater[21]
- 2022: Hörspielstipendium der Film- und Medienstiftung NRW[22]
- 2024: 1. Preis des Kinderhörspielpreises des MDR Rundfunkrates mit Felicitas Ott für Überleben - die Kinderoper Brundibár in Theresienstadt[23]
- 2024: Kinderhörspielpreis der Stadt Karlsruhe für Überleben - die Kinderoper Brundibár in Theresienstadt[24]